# Stavisky
Stavisky (originální francouzský název Stavisky...) je francouzské životopisné filmové drama režiséra Alaina Resnaise z roku 1974. Jako předloha filmu posloužil život Alexandra Staviského, kterého působení vyvrcholilo tzv. Staviského aférou, která vedla až k pádu francouzské vlády.

## Děj
Serge Alexander, známější pod jménem Stavisky, je francouzský obchodník, původem z Ukrajiny, který už byl za různá podvodní jednání před léty usvědčen a souzen. Přesto znovu začíná s činností, přičemž hodnota jeho podvodů dosahuje milionů až desítek milionů franků. Přestože od začátku je jasné, že celá hra se může skončit pouze jeho pádem, Stavisky si díky svému sebejistému jednání a odvážným (byť nereálným) plánům udržuje stálý okruh spolupracovníků.
Když se do věci vloží politici, jeho pád je nevyhnutelný. Většina spolupracovníků jej opouští a na úřadech vypovídají proti němu. V roce 1934 Stavisky nakonec spáchal sebevraždu.

## Obsazení
| Jean-Paul Belmondo | Alexandre Stavisky         |
| François Périer    | Albert Borelli             |
| Anny Duperey       | Arlette                    |
| Michael Lonsdale   | doktor Mézy                |
| Roberto Bisacco    | Juan Montalvo de Montalbon |
| Claude Rich        | inspektor Bonny            |
| Charles Boyer      | baron Jean Raoul           |
| Pierre Vernier     | Pierre Grammont            |
| Marcel Cuvelier    | inspektor Boussaud         |
| Van Doude          | vrchní inspektor Gardet    |
| Jacques Spiesser   | Michel Grandville          |
| Michel Beaune      | novinář                    |
| Maurice Jacquemont | Gauthier                   |